# (474080) 2016 JH35
(474080) 2016 JH35 es un asteroide perteneciente al cinturón de asteroides, descubierto el 27 de febrero de 2008 por el equipo del Mount Lemmon Survey desde el Observatorio del Monte Lemmon, Arizona, Estados Unidos.

## Designación y nombre
Designado provisionalmente como 2016 JH35.

## Características orbitales
2016 JH35 está situado a una distancia media del Sol de 2,269 ua, pudiendo alejarse hasta 2,817 ua y acercarse hasta 1,720 ua. Su excentricidad es 0,241 y la inclinación orbital 23,88 grados. Emplea 1248 días en completar una órbita alrededor del Sol.

## Características físicas
La magnitud absoluta de 2016 JH35 es 16,07.